# Samuel White Baker
Samuel White Baker, KCB, FRS, FRGS (Londres, 1821 – Newton Abbot, 1893) foi um explorador, oficial, naturalista, engenheiro, ativista e escritor inglês.
Educado na Inglaterra e Alemanha, seu pai foi comerciante da Companhia das Índias Ocidentais.
Estabeleceu-se em 1843 na Maurícia durante dois anos, antes de se mudar para Ceilão, onde estabeleceu uma comunidade agrícola em Nuwara Eliya, para onde levou emigrantes ingleses. Na sua estadia em Ceilão publicou The Rifle and the Hound in Ceylon (1853) e Eight Years' Wanderings in Ceylon (1855), resultado das suas expedições de caça.
Em 1856 foi supervisor da construção do caminho-de-ferro na Dobrudja, que ligava o rio Danúbio ao mar Negro.
Em março de 1861 empreendeu sua primeira expedição pela África Central, com o propósito de descobrir as fontes do rio Nilo. Em 14 de março de 1864 foi o primeiro europeu a ver o lago Vitória. Foi Governador-geral da zona do Nilo Equatorial (hoje no Sudão do Sul e norte do Uganda), entre abril de 1869 e agosto de 1873, durante o domínio otomano do Egito, estabelecendo a província de Equatória.
Baker foi um prolífico escritor, deixando um número considerável de livros e artigos publicados. Foi amigo íntimo do rei Eduardo VII, que, como Príncipe de Gales, visitou Baker no Egito. Entre as suas outras notáveis amizades contavam-se exploradores como Henry Morton Stanley, Roderick Murchison, John Hanning Speke e James Augustus Grant, o governador do Egito, Pachá Ismail, o Magnífico, o general Charles George Gordon e o Marajá Duleep Singh.
Nos últimos anos de vida viveu na Inglaterra, interessando-se por questões de defesa marítima e estratégia militar.